# 코코아 탄산단물
코코아 탄산단물(영어: Cocoa Carbonated Drink)은 조선민주주의인민공화국(북한)에 있는 탄산 음료이다. 코카콜라와 유사하다.

## 제품
룡진 코코아탄산단물과 모란봉 코코아탄산단물이 있다.

## 같이 보기
- 코코아
- 탄산음료
- 코카콜라
- 조선민주주의인민공화국